# Ermita del Tremedal (Tronchón)
La ermita del Tremedal de Tronchón (Provincia de Teruel, España) fue construida en el siglo XVIII en estilo neoclásico siguiendo un proyecto bastante novedoso en la provincia. 

## Descripción
Su mayor interés reside en su planta centralizada circular, que conforma en altura un gran volumen cilíndrico, al que se ha añadido un volumen prismático con función de atrio en su parte occidental y otro similar con función de sacristía en su parte oriental. 
El atrio, abierto en dos de sus frentes por arcos de medio punto, acoge en su parte superior un coro alto, al que se accede por una escalera de caracol alojada en otro pequeño cuerpo cilíndrico adosado al mismo. 
Todo el conjunto está realizado en mampostería enlucida, lo que le confiere una gran claridad y sencillez volumétrica. 
Por otro lado, el interior se ve enriquecido por la presencia de ocho pilastras que sujetan un entablamento corrido sobre el que carga la gran cúpula semiesférica con lunetos. Esta cúpula aparece cubierta al exterior por un tejadillo cónico de tejas árabes, rematada por una linterna ciega y abierta por una serie de óculos en los lunetos que iluminan el interior. 